# Arauzona
Arauzona is een geslacht van vlinders van de familie Stathmopodidae.

## Soorten
- A. basalis Walker, 1864
- A. moorei Busck, 1914